# Xochitl Gomez
Xochitl Gomez (IPA: ˈsoʊtʃi; SOH-chee) (Los Angeles, 2006. április 29. –) amerikai színésznő. Legismertebb szerepe America Chavez a Doctor Strange az őrület multiverzumában című filmben. Ő alakította továbbá Dawn Schafer szerepét a Netflix Bébicsőszök klubja című sorozatának első évadában.

## Gyermekkora és pályafutása
Los Angelesben született, mexikói származású szülők gyermekeként.
Öt éves korában kezdett színészkedni. A Bébicsőszök klubja előtt a Gentefied, Raven otthona és a Gázos páros című sorozatokban szerepelt. 2020-ban Young Artist Awardot nyert az Árnyfarkasok című filmben nyújtott alakításáért. Ugyanezen év októberében bejelentették, hogy ő játssza America Chavez szerepét a Doctor Strange az őrület multiverzumában című filmben. 2021 márciusában a Netflix Kyndra Sancheznek adta Dawn Schafer szerepét, mivel Gomez a Doctor Strange-dzsel volt elfoglalva.A színészkedés mellett a tánc sem áll messze tőle. 2023-ban szerepelt az amerikai Dancing With The Stars televíziós műsorban, melyet végül táncpartnerével, Val Chmerkovskiy-vel meg is nyertek.

## Magánélete
A Black Lives Matter mozgalom támogatója.

## Filmográfia

### Film
| Év   | Magyar cím                               | Eredeti cím                                 | Szerep                        | Magyar hang  |
| ---- | ---------------------------------------- | ------------------------------------------- | ----------------------------- | ------------ |
| 2019 | Árnyfarkasok                             | Shadow Wolves                               | Chucky                        |              |
| 2021 |                                          | Boob Sweat                                  | Francis                       |              |
| 2022 | Doctor Strange az őrület multiverzumában | Doctor Strange in the Multiverse of Madness | America Chavez / Miss America | Koller Virág |

### Televízió
| Év   | Magyar cím         | Eredeti cím           | Szerep                | Megjegyzés                                          |
| ---- | ------------------ | --------------------- | --------------------- | --------------------------------------------------- |
| 2018 | Raven otthona      | Raven's Home          | iskolai újságíró      | Epizód: "Winners and Losers", "Raven's Home: Remix" |
| 2019 | Gázos páros        | You're the Worst      | napfogyatkozás kölyök | Epizód: "The Pillars of Creation"                   |
| 2020 | Gentefied          | Gentefied             | Ana fiatalon          | Epizód: "Brown Love"                                |
| 2020 | Bébicsőszök klubja | The Baby-Sitters Club | Dawn Schafer          | főszerep (1. évad), 7 epizód                        |

## Díjak és jelölések
| Év   | Díj                | Kategória                           | Film           | Eredmény | Forr.  |
| ---- | ------------------ | ----------------------------------- | -------------- | -------- | ------ |
| 2020 | Young Artist Award | Tizenéves előadóművészek támogatása | Árnyékfarkasok | Elnyerte | [ 16 ] |